# Osbornite
L'osbornite è un minerale descritto nel 1870 da Nevil Story-Maskelyne in un meteorite caduto nel 1852 nei pressi di Bustee, circa 70 km ad ovest di Gorakhpur in India. Prende il nome da George Osborn, colui che inviò il meteorite a Londra.

## Morfologia
L'osbornite è stata scoperta sotto forma di piccoli (visibili con una lente d'ingrandimento) cristalli ottaedrici inglobati nell'oldhamite.

## Origine e giacitura
È presente nelle meteoriti di oldmanite e acondrite, come inclusione del corindone e nei detriti alterati cementata con rocce ultramafiche alcaline.